# Astrocyt
Een astrocyt of golgicel is een stervormige, vertakte gliacel in het centraal zenuwstelsel (CZS) met lange of korte uitlopers. Het zijn steuncellen in de zenuwbaan die liggen tussen een bloedvat en een zenuwcel (neuron).

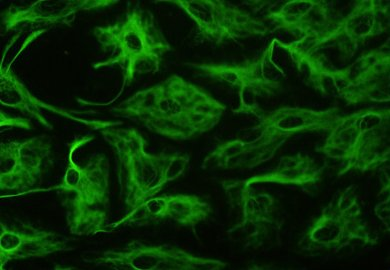
Astrocyten in een celkweek

Astrocyten hebben vele functies, ze verwijderen en/of produceren sommige neurotransmitters (GABA, ATP en glutamaat), regelen de ionenconcentratie en spelen een rol bij de ontwikkeling van het CZS door vorming van geleidende uitlopers waarlangs neuronen kunnen groeien. Bij muizen wordt bijvoorbeeld geen corpus callosum gevormd als er geen astrocyten ter plekke aanwezig zijn. De astrocyten stimuleren ook het herstel van neuronen bij eventuele beschadiging door gliose en hebben ook een ontgiftende functie. Astrocyten maken deel uit van de Bloed-hersenbarrière.  Mogelijk spelen de astrocyten een belangrijke rol bij het ontstaan van epilepsie en Parkinson.
Astrocyten vormen een gesloten kring rond de bloedvaten in de hersenen, de zg. gliale schede.
De astrocyten zorgen ervoor dat de endotheel cellen van de bloedvaten strak tegen elkaar geduwd worden, zodat er geen stoffen tussen de endotheel cellen kunnen lekken. 
De astrocyten bevatten transmembraaneiwitten die actief de neurotransmitter kunnen opnemen. Hierdoor kunnen ze de neurotransmitters recyclen.

## Velate astrocyten

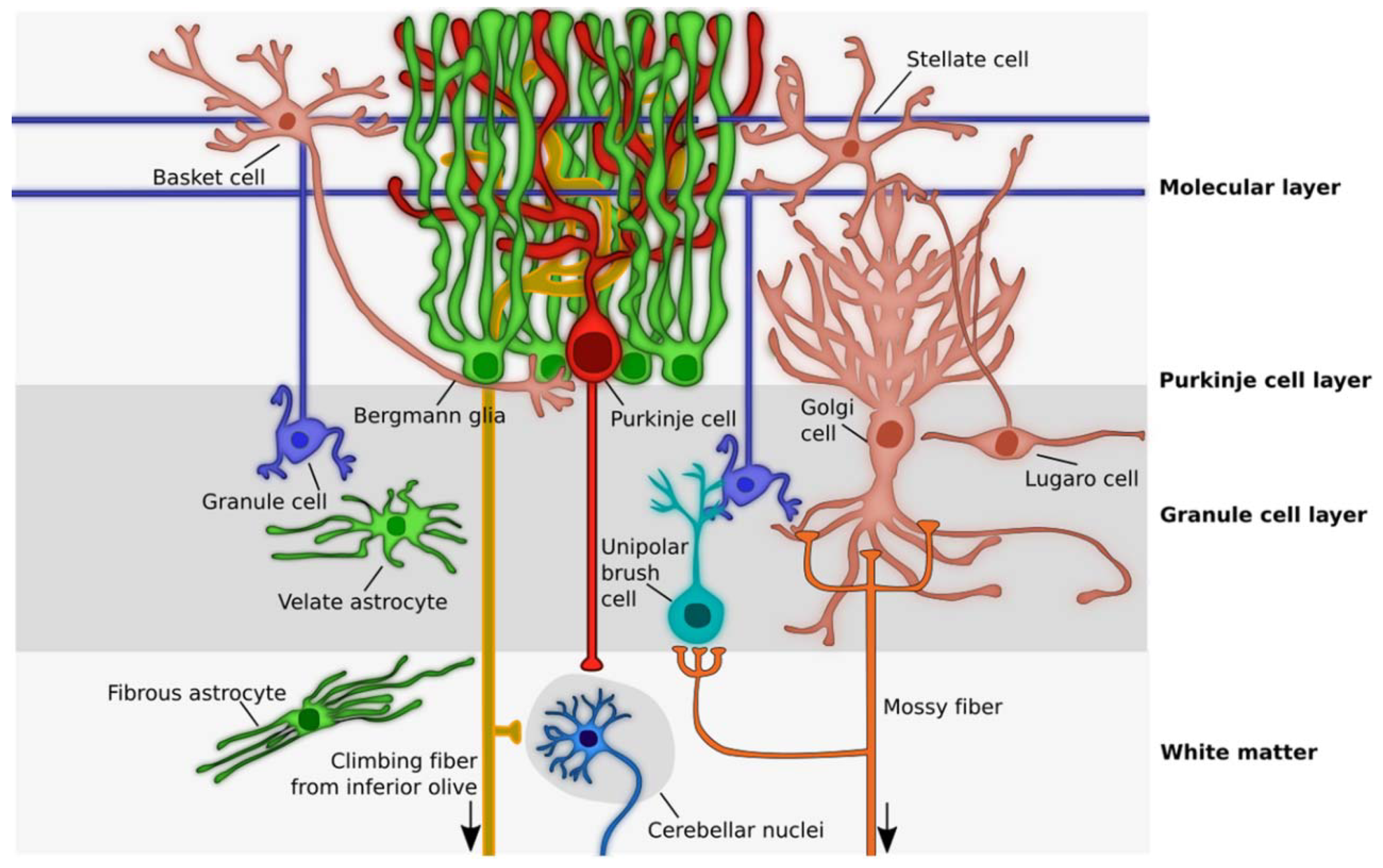
Cytoarchitecturur van de kleine hersenen met o.a. een velate astrocyt en korrelcel (granule cell).

Velate astrocyten zijn gliacellen die de glomeruli omhullen. De cerebellaire glomerulus is een kleine, verstrengelde massa zenuwvezeluiteinden in de granulaire laag van de klein hersenencortex. Deze bestaat uit postsynaptische korrelceldendrieten en presynaptische uiteinden van mosvezels.Het zijn cytoplasmastische astrocyten met extreem dunne, sluierachtige uitlopers die zich uitspreiden en elkaar overlappen. Onderzoekers Sanford Palay en Victoria Chan-Palay merkten op dat de omhulling niet doordringt tot in het diepere deel van de glomeruli of in contact komt met de mosvezel. In plaats daarvan vormt het een capsule, waar de zenuwuitlopers van de korrelcellen en golgicellen tot in doordringen. Het doel van de gliale omhulling is nog onbekend, hoewel er meerdere functies zijn voorgesteld, waaronder structurele ondersteuning, elektrofysiologische isolatie en het handhaven van het chemische evenwicht in de interstitiële vloeistof, terwijl het een barrière vormt voor de verdere uitgroei van korrel- en golgi-celvezels. Onderzoek uitgevoerd door David Eagleman suggereert dat de gliale omhulling de toevoer van extracellulair calcium beperkt om de signalering te reguleren.

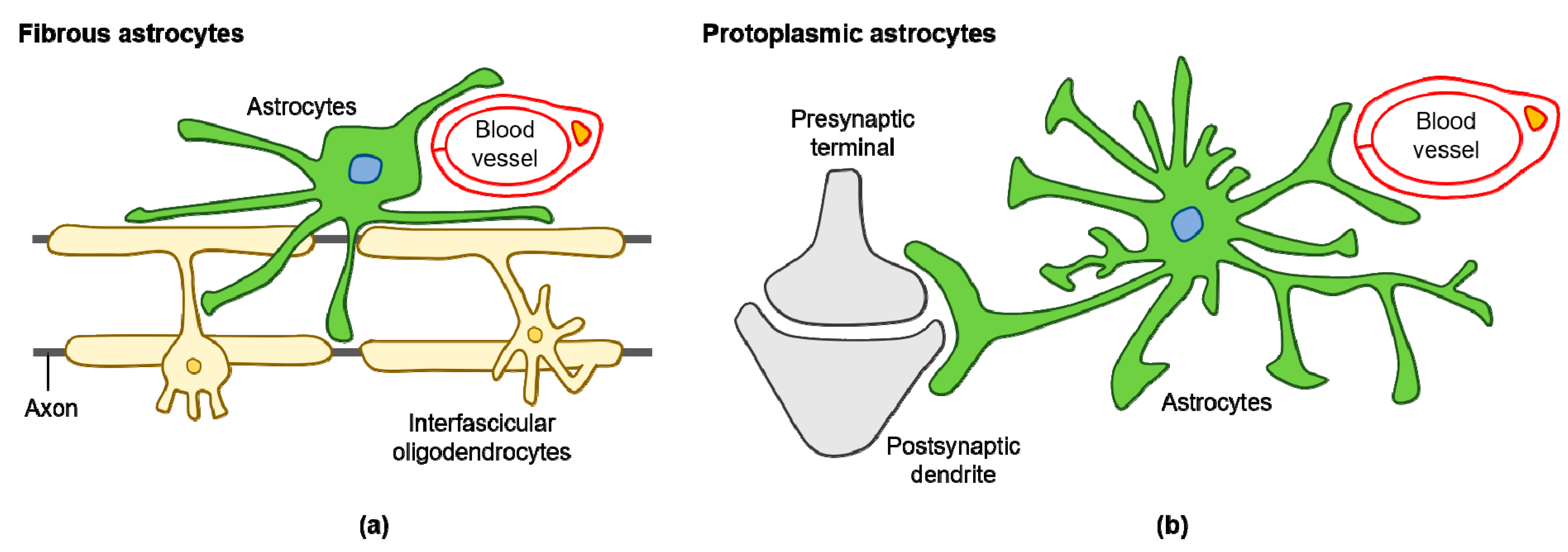
vezelastrocyt en cytoplasmastische astrocyt